# När hundarna kommer
När hundarna kommer är en ungdomsroman av Jessica Schiefauer utgiven 2015. Boken handlar om kärlek, besatthet, samt våld och följer protagonisterna Ester och Isak. Den tilldelades Augustpriset 2015 för bästa barn- och ungdomsbok.